# Giang Sơn Tây
Giang Sơn Tây là một xã thuộc huyện Đô Lương, tỉnh Nghệ An, Việt Nam.

## Địa lý
Địa giới hành chính xã Giang Sơn Tây: Bắc và Đông giáp xã Giang Sơn Đông, huyện Đô Lương; Tây giáp xã Tào Sơn, huyện Anh Sơn, xã Nghĩa Hành, xã Kỳ Sơn và thị trấn Lạt, huyện Tân Kỳ; Nam giáp xã Hồng Sơn, xã Bồi Sơn và xã Lam Sơn, huyện Đô Lương.
Xã Giang Sơn Tây có 1.724,71 ha diện tích tự nhiên và 4.079 người (số liệu của năm 2007).

## Hành chính
Xã được chia thành 4 xóm: 1, 2, 3, 4.